# آنخل ماتوس
آنخل ماتوس (انگلیسی: Ángel Matos؛ زادهٔ ۲۴ دسامبر ۱۹۷۶) تکواندوکار اهل کوبا بود.